# Мануел II (Португалия)
Крал Мануел II Португалски (на португалски: Rei Manuel II de Portugal - 15 ноември 1889, Лисабон, Португалия - 2 юли 1932, Лондон, Обединено кралство), наричан още Мануел Патриотът (на португалски: Мanuel o Patriota), Злощастният (на португалски: o Desventurado), Ученият (на португалски: o Estudioso) и Книголюбецът (на португалски: Bibliófilo), е 34-тия и последен крал на Португалия, управлявал от 1908 до 1910.

## Управление
Мануел заема престола след убийството на баща му крал Карлуш I и по-големия му брат, Луиш Фелипе при връщането на кралското семейство в Лисабон на 1 февруари 1908.
Посрещнат е с обща симпатия и съчувствия след смъртта на баща му и брат му. В политическите въпроси той се възползва както от подкрепата на кралицата, доня Амелия Орлеанска, така и от политическия ветеран дом Жозе Лусиано де Кастро.
След възкачването си на престола, Мануел II, убеден, че участието на баща му във властта е довело до убийството му, заявява, че ще царува, но няма да управлява. Насочва усилията си към подобряване на отношенията между монархията и гражданите посещавайки Порто, Брага, Вила Нова ди Гая, Авейро, Гимараеш, Коимбра и други, като е посрещнат топло от поданиците си.

## Сваляне от власт
Въпреки добрите си намерения, Мануел II остава непопулярен сред републиканците. Като следствие на разрастването на страната в резултат на Индустриализацията, Републиканската партия настоява за премахване на монархията и установяване на Република. Между 4 и 5 октомври 1910, по улиците на Лисабон избухва републиканската революция. С нападение на кралската резиденция в двореца Нецесидад, Мануел е свален от власт и изпратен в изгнание.
Изживява остатъка от живота си в Обединеното Кралство. Взема участие в Първата световна война като доброволец на Червения Кръст. Въпреки опитите на монархисти да възвърнат Мануел на трона, и обявяването на Монархия на Севера в 1919, Мануел отказва да завземе страната си насила.

## Смърт
Умира в Лондон от надуване на гласните гънки и ларинкс или трахиелен едем. Погребан е в кралската гробница на династия Браганза в Лисабон.